# Soldans
Soldans er den fælles betegnelse for en række tilsyneladende ensartede ritualer,:20  der udføres af flere nordamerikanske prærieindianere. De afholdes typisk en gang om året i en særlig soldanshytte som store, velorganiserede og dagelange ritualer, der angår hele stammen.:53 
Fælles for de fleste soldanse afstår deltagerne fra mad og drikke.:131  Mod slutningen af ritualet involverer dette ofte voldsomme scener, der udstiller deltagernes selvvalgte pinsler - til tider af ekstrem karakter.
Deltagerne har gerne et fast mål for øje. De gennemfører f.eks. ritualet for at holde et helligt løfte om at deltage;:91  for at få en vision og derigennem forstå deres plads i livet;:58  :149  for at overvinde fjender eller som tak for allerede at have besejret en (specielt en grund i gammel tid):96 og 376  eller for at bede for nære slægtninges ve og vel.:31  En crow dansede udelukkende stammens oprindelige soldans for at hævne et dræbt familiemedlem.:297 
Stammen nyder godt af ritualet ved at skabe sammenhold, love den lykke og fremgang:259  :92  og (i gammel tid) at give folket løfter om masser af vildt på jagtmarkerne.:36 
De fleste af det 20. og 21. århundredes stamme-soldanse adskiller sig på et eller flere punkter fra en svunden tids soldanse.:38 

## Soldansens oprindelse
Ingen ved, hvor længe prærieindianerne har danset soldans.:52  Visse stammer har detaljerede myter, der forklarer om baggrunden for ritualet, hvori selvtorturen kun udgør én af flere akter. Et eksempel er mandanernes okipa-ceremoni.:156-163  I en vintertælling gemt af en yanktonai-sioux huskes året 1713 for en soldans.:26  Kiowaerne dansede soldans før 1765, da de gav en effektfuld skinddukke af crow-oprindelse en helt central plads i stammens ritual.:12  En ortodoks lakota (teton-sioux) kaldte soldansen for stammens første og eneste religion.:86 

## Soldansens forskellige navne
Lakotaernes navn for soldansen er ”at stirre på solen”; en benævnelse bragt på tryk første gang af 1800-tals indianermaleren George Catlin og udbredt til vide kredse via hans bøger.:20  Ritualet handler netop om at værdsætte verden og anerkende de skabende kræfter (Wakan Tanka), som lakotaerne ser solen som et billede på og retter blikket mod for at falde i trance.:96 
Andre stammer har deres eget navn for ritualet. Kiowaerne kalder det skaw-tow, der kan oversættes til ”beskyttelses-hytte”. De pointerer, at ordet ”soldans” slet ikke findes i deres sprog.:12  Ritualet er stammens tak for alt godt i det forgangne år: Helbredelse for sygdom, sejre på slagmarken (især i gammel tid) og for at være blevet forskånet for uheld og katastrofer.:37 
Crowstammens betegnelse for dens oprindelige soldans er ”at lave en lille tipi”. Hermed menes der tilsyneladende at rejse en miniature af solens tipi til brug i forbindelse med ritualet.:297 
Arapahoernes navn for soldansen er "offerhytte-ceremonien".

## Soldansen bekendtgøres
Skønt flere af en svunden tids præriefolk afholdt soldansen årligt som en stammeceremoni, var et individuelt løfte om at gennemføre ritualet og sponsorere dette ofte nødvendigt.:113  I blackfoot stammens piegan division måtte en kvinde i god tid love at stå for de praktiske opgaver, der var forbundet med fuldførelsen af ritualet, ligesom hun måtte købe et helligt bundt. Hvis ingen meldte sig et år, tilskyndede lejrene gerne en kvinde til at stå frem og afgive løfte om at påtage sig ansvaret for soldansen af hensyn til hele stammens trivsel.:232 
En mandan måtte i drømme have set ritualets bisonfigurer danse og synge okipa-sange for at bede om lov til at iværksætte det. Hvis et religiøst råd fandt drømmen ægte og manden kvalificeret, bragte en udråber nyheden ud til hele byen.:121-122 
I crowstammen forløb der år uden soldans, indtil en dybt sørgende mand lod forstå, at han ville gennemføre den for at hævne en dræbt slægtning på så hellig en måde.:297 

## Forberedelserne
En af de første opgaver i forbindelse med en kommende soldans i gammel tid var at skaffe og helliggøre bisontunger nok til de mange engagerede: Ceremoni-mesteren, folk som skulle bygge renselseshytter, tromme eller synge under ritualet og andre med æresposter.:250  En hel lejr hjalp gerne til med at nedlægge bisonerne, måske hundrede dyr eller flere.:234  Som et stammeritual trak lejrene netop på mange kræfter; lakotadrenge stod f.eks. for indsamlingen af løvrige grene til at dække soldanshytten.:103 
Stammens lejre samlede sig på et forudbestemt sted på prærien til soldansen. I 1866 var næsten 2000 lakotaer, yanktonaier og andre siouxer fra ti forskellige sioux-grupper samlet til en soldans nær Fort Sully i South Dakota.:101  Sommeren var gerne på sit højeste.:37  Mange stammer byggede en cirkelformet soldanshytte omkring en specielt udvalgt, omhugget og rejst centerpæl. Crowerne skilte sig ud ved at stille en kæmpestor tipi op med tyve høje tipistænger:16  og lave et halvåbent tipidække af pilegrene og bisonskind, så folk udenfor kunne følge ritualet.:317  Uanset stamme foregik alt efter strenge forskrifter og gerne med affyring af våben, opremsning af krigerbedrifter undervejs samt fingerede kampe.:45 
Kiowaerne strøede hvidt flodsand, hentet af lejrens drenge, ud på græsset i hele hytten.:47  Mandanerne dækkede gulvet i deres permanente ceremonihytte i mandanbyen med hellig, hvid bynke.:124  Religiøse symboler blev stillet til skue. De nordlige arapahoers hellige pibe og de sydlige arapahoers hellige hjul er eksempler.:149  Et eller flere bemalede bisonkranier gik igen i mange soldanse.:99  :252 

## Udførelsen
Blandt lakotaerne kunne den dansende være fastgjort til centerpælen med reb, fæstnet i bryst- eller rygmuskulaturen. Danserne vedblev at bevæge sig og læne sig bort fra centerpælen eller kaste sig væk fra den, til kødet brast, og de kom fri.:151  Efter eget valg trak nogle deltagere op til seks tunge bisonkranier efter sig fastgjort med læderreb om små pinde stukket gennem ryghuden.:91  Kvindelige slægtninge kunne give en danser moralsk støtte ved at faste og holde sig i nærheden af ham under prøvelsen.:132 
I en snor om halsen bar de rituelt klædte og bemalede dansere gerne en fløjte af en ørneknogle, som de blæste i.:46  Blandt crowerne blev danseren ligefrem kaldt ”fløjteblæseren”.:297  Uden nogen form for blodig selvtortur dansede crowen i soldanstipien foran et anbragt cedertræ med en soldansdukke hængt op. Når dukken pludselig viste sig for ham med sortmalet ansigt (symbolet på sejr), fik han en vision, der fortalte hvor og hvornår, han ville lykkes med at dræbe en fjende.:325 
Kiowaerne undgik enhver form for blodsudgydelse og selvtortur under deres soldans. Danserne dansede på række foran stammens soldansdukke, tai-may, med en vippende bevægelse. Et højdepunkt under ritualet var en midaldrende mands intimation af en bisons dødskamp efter en jagt.:52 

## Afslutningen
Selve ritualet i soldanshytten varede ofte fire dage.:50  Ved afslutningen rensede deltagerne sig måske i en renselseshytte (svedehytte), og de drak forsigtigt og spiste endelig lidt.:149  Andre i stammen ofrede imens skind og klædestoffer ved centerpælen. Kiowaerne festede om aftenen og dannede krigsgrupper for at ride ud mod indianske fjender den næste dag.:53  Cheyennernes soldans sluttede med en rituel kønsakt mellem soldanslederen og soldansgiverens kone inde i en tipi.:34  Med årets største ceremoni ovre delte stammen sig op i mindre lejre igen. Soldanshytten, centerpælen og det malede bisonkranie blev efterladt på prærien.:150 
En crow skulle danse, indtil han så soldansdukken få sortmalet ansigt. Under en soldans omkring 1844 måtte Big Shadow holde ud gennem syv dage, før han faldt bevidstløs om og fik en vision om hævnens fuldbyrdelse.:79  På det forudbestemt tidspunkt, f.eks. om efteråret, drog danseren afsted og virkeliggjorde hævnen. Den store soldanstipi fik lov til at stå, til den faldt sammen af sig selv.:80 

## De nye soldanse
Soldansen blev forbudt af de amerikanske myndigheder i 1880erne. En af grundene til forbuddet var den svært oversete forbindelse mellem soldanse og blodige kamphandlinger.:147  Soldansen blev dog gennemført i flere reservater på afsondrede steder,:96  og den overlevede i en ændret og ublodig udgave. Visse sange afsynges ikke mere, og regelbundne detaljer bliver udeladt af nødvendighed. I gammel tid skulle en cheyennekriger f.eks. slå til centerpælen, som han tidligere havde slået til en fjende under kamp; men ingen cheyenner udfører krigerbedrifter mere.:97  En højt respekteret ældre i cheyennestammen udpeger gerne træet til centerpælen i stedet.:91  Kiowaerne overholder nu sundhedsmyndighedernes anbefalinger om højst at faste to dage i træk.:38 
Crowerne danser i dag en nyere og helt anderledes soldans, der blev udbredt via shoshonen John Trehero (også stavet Truhujo og Trejillo) fra Wind River Reservation i Wyoming.:203  Oprindeligt dansede en crow udelukkende soldans for at hævne en dræbt slægtning, og med stammekrigenes tvungne ophør sidst i 1800-tallet faldt fundamentet for soldansen væk.
I dag er soldansen genoptaget som led i en almindelig genoplivning af indiansk kultur og er henlagt til den fjerde juli, USAs nationaldag.
I Canada blev soldansen forbudt i 1895, men blev gennemført i det skjulte. I 1951 blev den igen tilladt. I 1960 blev en soldans for første gang optaget på film i Alberta.